# Pedicularis rostratocapitata
Pedicularis rostratocapitata Crantz – gatunek rośliny z rodziny zarazowatych (Orobanchaceae Vent.). Występuje naturalnie w Alpach Wschodnich. 

## Rozmieszczenie geograficzne
Występuje naturalnie w Alpach Wschodnich. Został zarejestrowany na terenie takich państw jak Włochy, Szwajcaria, Liechtenstein, Austria, Niemcy, Słowenia oraz Chorwacja. W Szwajcarii został odnotowany tylko we wschodniej części kraju – w pasmach górskich Samnaungruppe, Silvretta oraz Sesvennagruppe. We Włoszech rośnie w regionach Piemont, Lombardia, Trydent-Górna Adyga, Wenecja Euganejska oraz Friuli-Wenecja Julijska. 

## Morfologia
PokrójBylina dorastająca do 8–20 cm wysokości. Łodyga wzniesiona, lekko owłosiona.
LiściePierzastosieczne, w zarysie lancetowatego kształtu, złożone z pierzastosiecznych listków, z ząbkowanym brzegiem. Mierzą 10 cm długości. Liście są ogonkowe i głównie odziomkowe, tylko kilka osadzonych jest na łodydze.
KwiatyZebrane po 10 w grona na szczytach pędów. Kwiaty grzbieciste, o długości do 1,5–2,5 cm. Działki kielicha tworzą rurkę z 5 ząbkami na szczycie. Korona dwuwargowa, barwy purpurowej, górna warga jest nieco ciemniejsza, ma kształt hełmu i wydłuża się tworząc dzióbek; dolna jest trójłatkowa i orzęsiona na brzegu.
OwoceTorebka o jajowatym kształcie.
Gatunki podobneRoślina jest podobna do gatunku P. recutita, który ma żółtawe kwiaty. Ponadto osiąga on większe rozmiary – dorasta do 50 cm wysokości.

## Biologia i ekologia
Rośnie na murawach i halach. Występuje na wysokościach od 1800 do 2500 m n.p.m. Preferuje podłoże wilgotne, bogate w wapń. Kwitnie od czerwca do sierpnia. 
Roślina jest półpasożytem. Korzenie posiadają ssawki, które wrastają w korzenie sąsiadujących roślin. W ten sposób roślina pobiera z nich wodę i składniki odżywcze.